# Lilla Gransjön, Östergötland
Lilla Gransjön är en sjö i Motala kommun i Östergötland och ingår i Motala ströms huvudavrinningsområde.